# 유덕천
유덕천(劉德天, ? ~ ?)은 전한 말기의 제후로, 노효왕의 손자이다.

## 행적
아버지 유당의 뒤를 이어 증향후(承鄕侯)에 봉해졌다.
홍가 2년(기원전 19년), 다른 사람을 공갈하여 돈을 뜯어내고, 500금 이상 숨긴 죄로 작위가 박탈되었다.

## 출전
- 반고, 《한서》 권15하 왕자후표 下

| 선대 아버지 증향절후 유당 | 전한의 증향후 ? ~ 기원전 19년 | 후대 (19년 후) 유비 |